# Marc-André Gragnani
Marc-André Gragnani, född 11 mars 1987, är en kanadensisk professionell ishockeyspelare som tillhör NHL-organisationen New Jersey Devils och spelar för deras primära samarbetspartner Albany Devils i American Hockey League (AHL). Han har tidigare spelat för Buffalo Sabres, Vancouver Canucks och Carolina Hurricanes i NHL och HC Lev Prag i Kontinental Hockey League (KHL) och på lägre nivåer för Rochester Americans, Portland Pirates och Charlotte Checkers i AHL, SC Bern i Nationalliga A (NLA) och Prince Edward Island Rocket i Ligue de hockey junior majeur du Québec (LHJMQ).
Gragnani draftades i tredje rundan i 2005 års draft av Buffalo Sabres som 87:e spelaren totalt.